# 住田紗里
住田 紗里（すみた さり、1994年8月15日 - ）は、テレビ朝日のアナウンサー。

## 来歴
東京都出身。青山学院初等部卒業。青山学院中等部在学中にベルギーのインターナショナル・スクールに転校し、高校卒業まで現地で過ごす。
慶應義塾大学法学部政治学科卒業後の2018年にテレビ朝日に入社。
同期入社のアナウンサーは並木万里菜・柳下圭佑。

## 人物
- 身長164 cm[4]。
- 特技はクラシック・バレエ、スクーバダイビング[7]。
- 趣味は欧州サッカー観戦、切り絵[7]。
- 資格は普通自動車免許、実用英語技能検定準1級、実用フランス語技能検定試験準2級を所持[4]。

## 出演
報道・情報番組
| 期間       | 期間      | 番組名                        | 役職                          | 備考 |
| ---------- | --------- | ----------------------------- | ----------------------------- | --- |
| 2018年10月 | 2024年3月 | 週刊ニュースリーダー          | コーナー担当                  | |
| 2019年10月 | 2020年3月 | アベマ倍速ニュース（AbemaTV） | 火・木曜日担当キャスター      | |
| 2020年4月  | 2022年3月 | ABEMA Morning（AbemaTV）      | 木曜日担当キャスター          | |
| 2021年4月  | 現在      | グッド!モーニング             | ニュース担当                  | いずれも2022年3月まで月 - 水曜日担当、同年4月から2024年3月まで月 - 木曜日担当、同年4月から火 - 土曜日担当 |
| 2021年4月  | 2021年9月 | グッド!モーニング             | 月 - 水曜日エンタメ担当       | |
| 2023年7月  | 現在      | グッド!モーニング             | 『ANNニュース』担当キャスター | いずれも2024年3月まで月 - 木曜日担当、同年4月から火 - 金曜日担当                                          |
| 2024年4月  | 現在      | グッド!モーニング             | 総合司会                      | いずれも2024年9月まで金曜日担当、同年10月から木 - 土曜日担当                                              |

バラエティ・スポーツ関連番組・その他
- 全国高校野球選手権大会中継（2018年、朝日放送テレビ） -「燃えろ!ねったまアルプス」リポーター
- お願い!ランキング（2018年10月4日 - 2019年、不定期出演） - リポーター
- 無料屋（2019年2月1日 - 2020年9月25日） - 進行[12]
- 全日本大学駅伝中継（メ〜テレとの共同制作） - 2020年の第52回大会中継から、スタート地点（名古屋市の熱田神宮前）でのリポートなどを担当
- サン・ジェルマン伯爵は知っている（2019年4月17日 - 2020年3月20日） - ナレーション
- めざせ! 池上彰 カズレーザー&澤部 池上超え目指しニュース解説に挑戦!（2021年1月7日） - 進行
- News Access（BS朝日、不定期）
- 言霊荘 最終話（2021年12月18日） - アナウンサー 役
- 研修テレビ!!（テレビ朝日、2023年12月7日 -（不定期））
- バズマンTV（2024年4月3日 - ） - MC[13]

## その他
- 一日警察署長 三鷹警察署（2019年5月11日）[14]
- 一日警察署長 中央警察署（2019年9月16日）[15]